# Chi Cơm cháy
Chi Cơm cháy (danh pháp khoa học: Sambucus) là một chi thực vật có hoa trong họ Adoxaceae. Các loài khác nhau được gọi chung trong tiếng Việt là cơm cháy hay sóc dịch hoặc mậu ma. Chi này trước đây xếp trong họ Kim ngân (Caprifoliaceae), nhưng đã được phân loại lại trong họ Adoxaceae do các so sánh di truyền và hình thái với các loài trong chi Adoxa.

## Mô tả
Các lá mọc đối là lá lông chim với 5–9 lá chét (hiếm khi 3 hay 11).Mỗi lá dài 5–30 cm (2,0–11,8 in), và các lá chét có mép răng cưa. Chúng mang các cụm lớn bao gồm nhiều hoa nhỏ màu trắng hay màu kem vào cuối mùa xuân; sau đó sẽ là các chùm quả mọng nhỏ màu đen, lam đen hay đỏ (hiếm khi vàng hay trắng).

## Phân bố và môi trường sống
Chi này sinh sống chủ yếu trong khu vực ôn đới tới cận nhiệt đới. Phổ biến hơn tại Bắc bán cầu, còn tại Nam bán cầu thì các loài sinh sống hạn chế tại Australasia và Nam Mỹ. Nhiều loài được gieo trồng rộng khắp để làm cây cảnh và lá, hoa và quả của chúng.

## Phân loại
Các loài được công nhận trong chi này là:

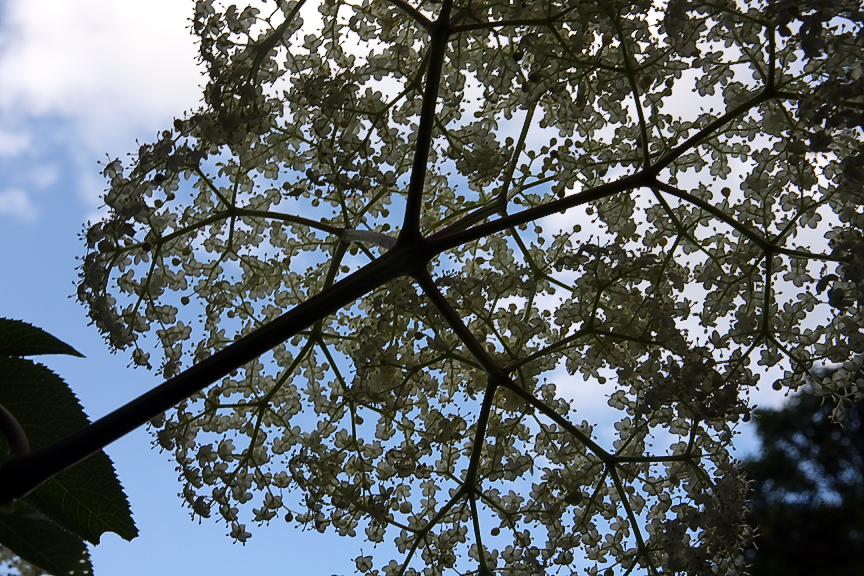
Các cành hoa phức tạp của Sambucus canadensis.

- Sambucus adnata – Himalaya và Đông Á.
- Sambucus australasica – New Guinea, đông Australia.
- Sambucus australis – Nam Mỹ.
- Sambucus callicarpa – Duyên hải bờ tây Bắc Mỹ.
- Sambucus canadensis (đồng nghĩa: Sambucus simpsonii, Sambucus mexicana): Cơm cháy tròn, mậu ma[6] – Đông Bắc Mỹ.
- Sambucus cerulea – Tây Bắc Mỹ.
- Sambucus ebulus – Trung và nam châu Âu, tây bắc châu Phi và tây nam châu Á.
- Sambucus javanica (đồng nghĩa: Sambucus hookeri): Cơm cháy, cơm cháy Java, cơm cháy Hooker, sóc dịch[6] – Đông Nam Á.
- Sambucus lanceolata – Đảo Madeira.
- Sambucus melanocarpa – Miền tây Bắc Mỹ.
- Sambucus microbotrys – Tây nam Bắc Mỹ.
- Sambucus nigra – Châu Âu và Bắc Mỹ.
- Sambucus orbiculata – Miền tây Bắc Mỹ.
- Sambucus palmensis – Quần đảo Canary.
- Sambucus peruviana – Costa Rica, Panama và tây bắc Nam Mỹ.
- Sambucus pubens – Miền bắc Bắc Mỹ.
- Sambucus racemosa – Bắc Âu, tây bắc châu Á, trung Bắc Mỹ.
- Sambucus sibirica – Đông Á.
- Sambucus sieboldiana – Nhật Bản và Triều Tiên.
- Sambucus velutina – Tây nam Bắc Mỹ.
- Sambucus wightiana – Tây Himalaya.
- Sambucus williamsii – Đông Bắc Á.
- Sambucus gaudichaudiana – Đông nam Australia.
- Sambucus latipinna – Bán đảo Triều Tiên, đông nam Siberia.
- Sambucus tigranii – Tây Nam Á.

## Gieo trồng
Các chủng cây cảnh của Sambucus được trồng trong vườn vì hoa và quả đẹp cũng như tán lá như ren thêu của chúng.

## Sử dụng
Quả và hoa cơm cháy được sử dụng làm thực phẩm chức năng đối với một số bệnh tật nhỏ như cúm, cảm lạnh, táo bón và một vài bệnh khác, thường được phục vụ ở dạng trà, nước chiết hay viên nang. Chưa có đủ nghiên cứu để biết hiệu quả của nó cho việc sử dụng như vậy hay cho tính an toàn của nó – tuy nhiên, chưa có thông báo nào về bệnh do hoa cơm cháy gây ra.
Lõi xốp ruột cây cơm cháy từng được những người thợ làm/sửa chữa đồng hồ sử dụng làm dụng cụ làm vệ sinh trước khi tiến hành những công việc tỉ mỉ.

### Dinh dưỡng
Quả cơm cháy tươi chứa 80% nước, 18% cacbohydrat và dưới 1% protein và chất béo (xem bảng). 100 gam quả cơm cháy cung cấp 73 calo và là nguồn giàu vitamin C, cung cấp tới 43% Giá trị Hàng ngày (DV). Cơm cháy cũng chứa một lượng vừa phải vitamin B6 (18% DV) và sắt (12% DV).

### Thực phẩm
Người Pháp, Austria và Trung Âu làm xi rô hoa cơm cháy, nói chung từ dịch chiết từ hoa cơm cháy, mà tại Trung Âu người ta thêm nó vào đồ độn bánh palatschinke thay cho việt quất xanh. Người dân từ Trung Âu, Đông Âu tới Đông Nam Âu sử dụng cùng một phương pháp tương tự để làm xi rô để sau đó pha loãng với nước và sử dụng làm đồ uống hay làm chất tạo hương vị trong một vài loại thực phẩm. Bánh nướng hay đồ gia vị quả được làm từ các quả mọng. Người Romania làm một loại đồ uống có ga trong tháng 5 và tháng 6 gọi là "socată" hay "suc de soc". Nó được làm bằng cách tẩm ướt hoa bằng nước, men bia và chanh trong 2–3 ngày. Giai đoạn lên men cuối cùng được thực hiện trong chai có nắp kín để làm đồ uống sủi bọt. Loại đồ uống này đã truyền cảm hứng cho Coca-Cola sản xuất loại đồ uống từ hoa cơm cháy gọi là Fanta Shokata.
Hoa Sambucus nigra được sử dụng để làm nước hoa cơm cháy ngâm đường. St-Germain, một loại rượu mùi của Pháp, được làm từ hoa cơm cháy. Hallands Fläder, một loại rượu akvavit của Thụy Điển, được tạo hương vị bằng hoa cơm cháy. Mặc dù có tên gọi gần giống là sambuca, nhưng loại rượu mùi của Italia này chủ yếu được làm từ tinh dầu đại hồi và tiểu hồi hương chiết bằng chưng cất cách thủy. Nó cũng chứa dịch chiết hoa cơm cháy để tạo hương vị và bổ sung mùi hoa để làm nhẹ và cân đối hương vị đậm của cam thảo.
Các cành con rỗng của cơm cháy từng được sử dụng làm ống máng để hút nhựa phong làm xi rô phong.

#### Độc tính
Mặc dù vỏ và thịt của quả chín hay quả đã nấu chín của phần lớn các loài cơm cháy là ăn được, nhưng quả chưa nấu chín và các bộ phận khác của cây là có độc. Lá, cành con, cành, hạt, rễ, hoa và quả mọng của Sambucus sản sinh ra một số chất cyanidin glycoside và ancaloit có độc. Việc tiêu thụ một lượng lớn cyanidin glycoside và ancaloit từ nước quả, trà hoa hay đồ uống làm từ lá tươi, cành và quả có thể gây ra một số tác động nghiêm trọng, như buồn nôn, nôn mửa, tiêu chảy. Tháng 8 năm 1983, một nhóm 25 người ở quận Monterey, California đột ngột đổ bệnh sau khi uống nước ép cơm cháy từ quả, lá và thân còn tươi và không nấu chín của Sambucus mexicana. Mật độ flavonoit (gồm cả cyanidin glycoside) là cao hơn ở trà làm từ hoa so với làm từ quả, và mật độ tổng thể của cyanidin glycoside là thấp hơn ở hoa và quả thu hái từ các cây trồng/mọc ở độ cao nhỏ khi so với các cây mọc ở độ cao lớn.

### Chất tạo màu
Cơm cháy chứa nhiều loại anthocyanidin kết hợp với nhau để làm cho nước ép cơm cháy có màu lam-tía đậm và chuyển thành hơi đỏ khi hòa loãng bằng nước. Các sắc tố này được sử dụng làm chất tạo màu trong một số sản phẩm, và "màu nước ép cơm cháy" được FDA Hoa Kỳ liệt kê như là cho phép trong các loại thực phẩm hữu cơ được cấp chứng nhận. Tại Nhật Bản, nước ép cơm cháy được liệt kê là "phụ gia màu tự nhiên" được phê chuẩn theo Luật Thực phẩm và Vệ sinh. Các loại sợi cũng có thể nhuộm bằng nước ép cơm cháy (sử dụng phèn làm chất cẩn màu) để tạo ra màu "cơm cháy" nhạt.

### Y học cổ truyền

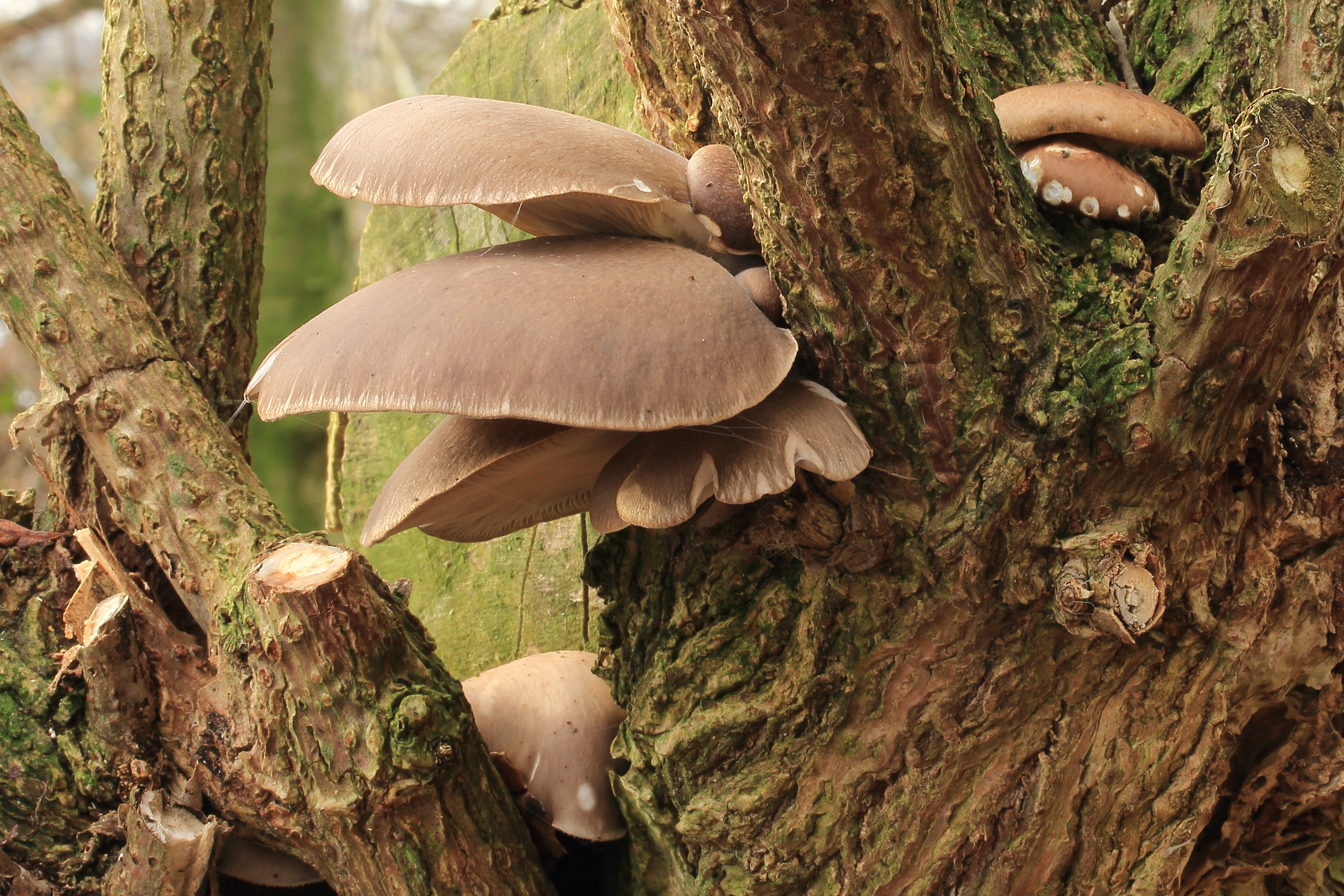
Cơm cháy đen

Mặc dù những người hành nghề y học cổ truyền đã sử dụng cơm cháy trong nhiều trăm năm, bao gồm cả rượu với mục đích điều trị thấp khớp và đau đớn do chấn thương, nhưng vẫn không có chứng cứ khoa học cho thấy việc sử dụng như vậy là có lợi. Bên cạnh đó, cơm cháy đen cũng từng được sử dụng để điều trị các triệu chứng cúm. Trong khi một số nghiên cứu sơ bộ chỉ ra rằng cơm cháy có thể giảm nhẹ các triệu chứng cúm nhưng chứng cứ là không đủ mạnh để hỗ trợ việc sử dụng nó cho mục đích này.

### Môi trường sống
Cơm cháy được trồng phổ biến gần các trang trại và nhà cửa vườn tược. Nó là loại cây phụ thuộc nitơ và vì thế nói chung được tìm thấy gần những nơi có chất thải hữu cơ. Tại Anh người ta trồng cơm cháy làm hàng rào do chúng dễ sống, dễ uốn tạo hình và phát triển nhanh. Nói chung nó thích hợp với nhiều loại đất, miễn là có đủ ánh sáng.

## Truyền thuyết dân gian và hư cấu
Truyền thuyết dân gian liên quan tới cơm cháy có ở nhiều nơi và cũng thay đổi tùy theo từng khu vực. Trong một số truyền thuyết tại Anh hay Scandinavia thì cây cơm cháy được coi là có khả năng phòng tránh được những điều tội lỗi và bảo vệ người ta khỏi phù thủy, trong khi một số niềm tin khác lại cho rằng phù thủy thường tụ tập dưới cây cơm cháy, đặc biệt là khi nó có nhiều quả. Nếu người ta đốn hạ cây cơm cháy thì vị thần cây được biết đến như là Mẹ Cơm cháy sẽ thoát ra và sẽ tìm cách trả thù người đốn hạ cây. Chỉ có thể an toàn bằng cách cầu khấn Mẹ Cơm cháy trong khi đốn hạ cây cơm cháy.
Làm từ một cành cây cơm cháy, Đũa phép Cơm nguội (tên trong bản dịch tiếng Việt), có một vai trò quan trọng trong cuốn sách cuối cùng của bộ tiểu thuyết Harry Potter, gần như đã được đặt tên là Harry Potter and the Elder Wand (Harry Potter và Đũa phép Cơm nguội) trước khi tác giả J. K. Rowling quyết định đặt tên nó là Harry Potter and the Deathly Hallows (Harry Potter và Bảo bối Tử thần).

## Thư viện ảnh

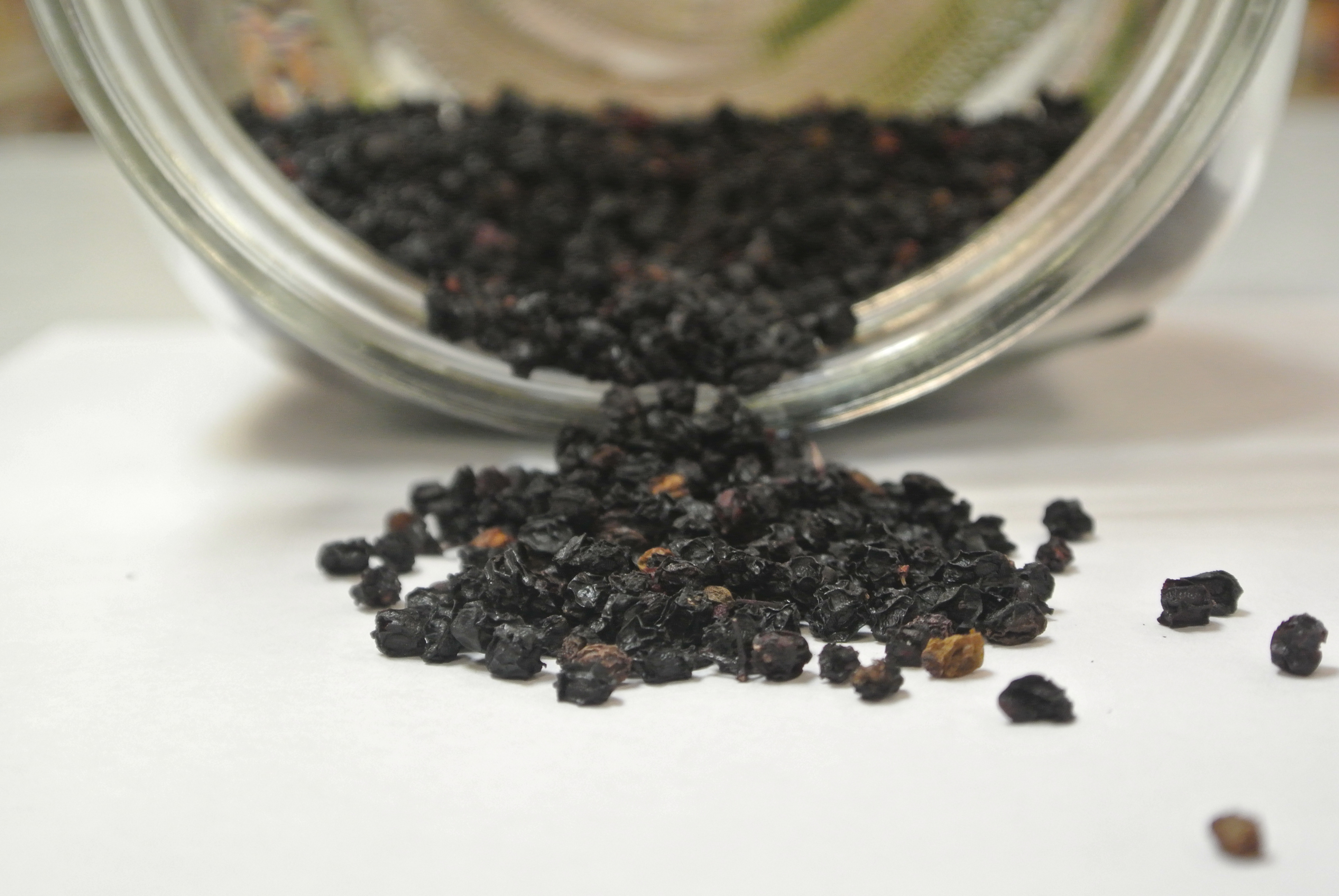
Quả cơm cháy khô để ngâm nước.
Cấu trúc của anthocyanin, sắc tố màu lam trong quả cơm cháy.[29]
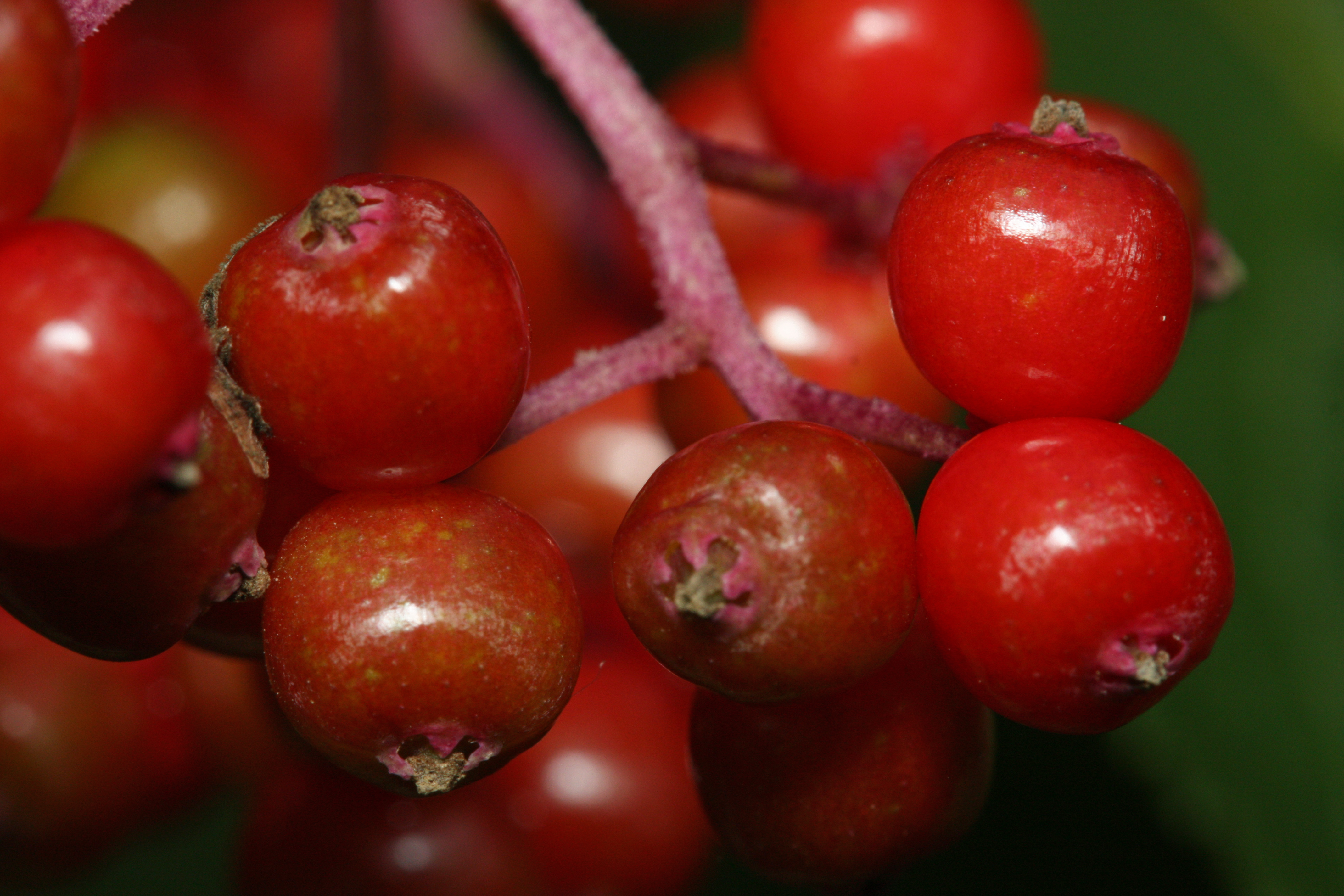
Quả Sambucus racemosa
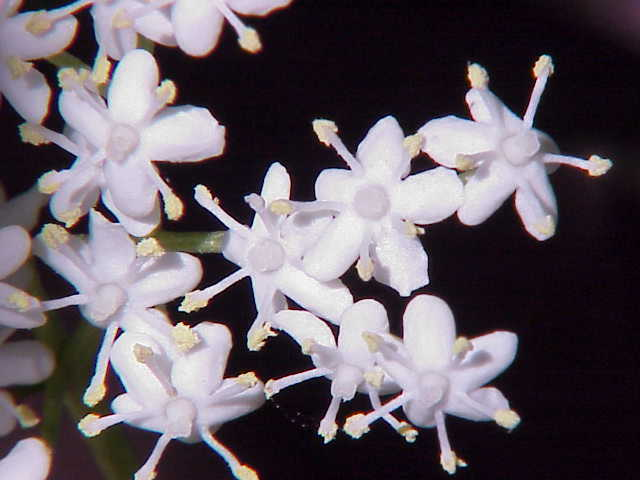
Hoa của cơm cháy đen (Sambucus nigra).
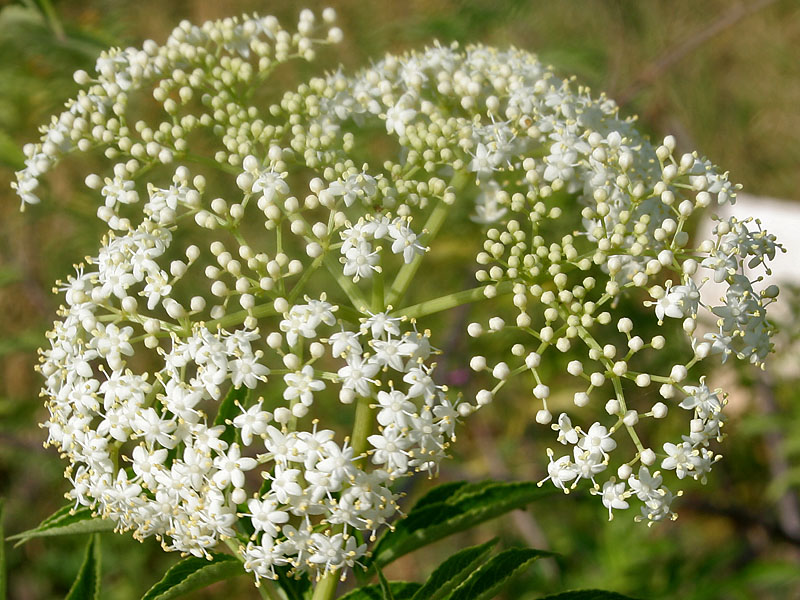
Hoa của Sambucus canadensis.
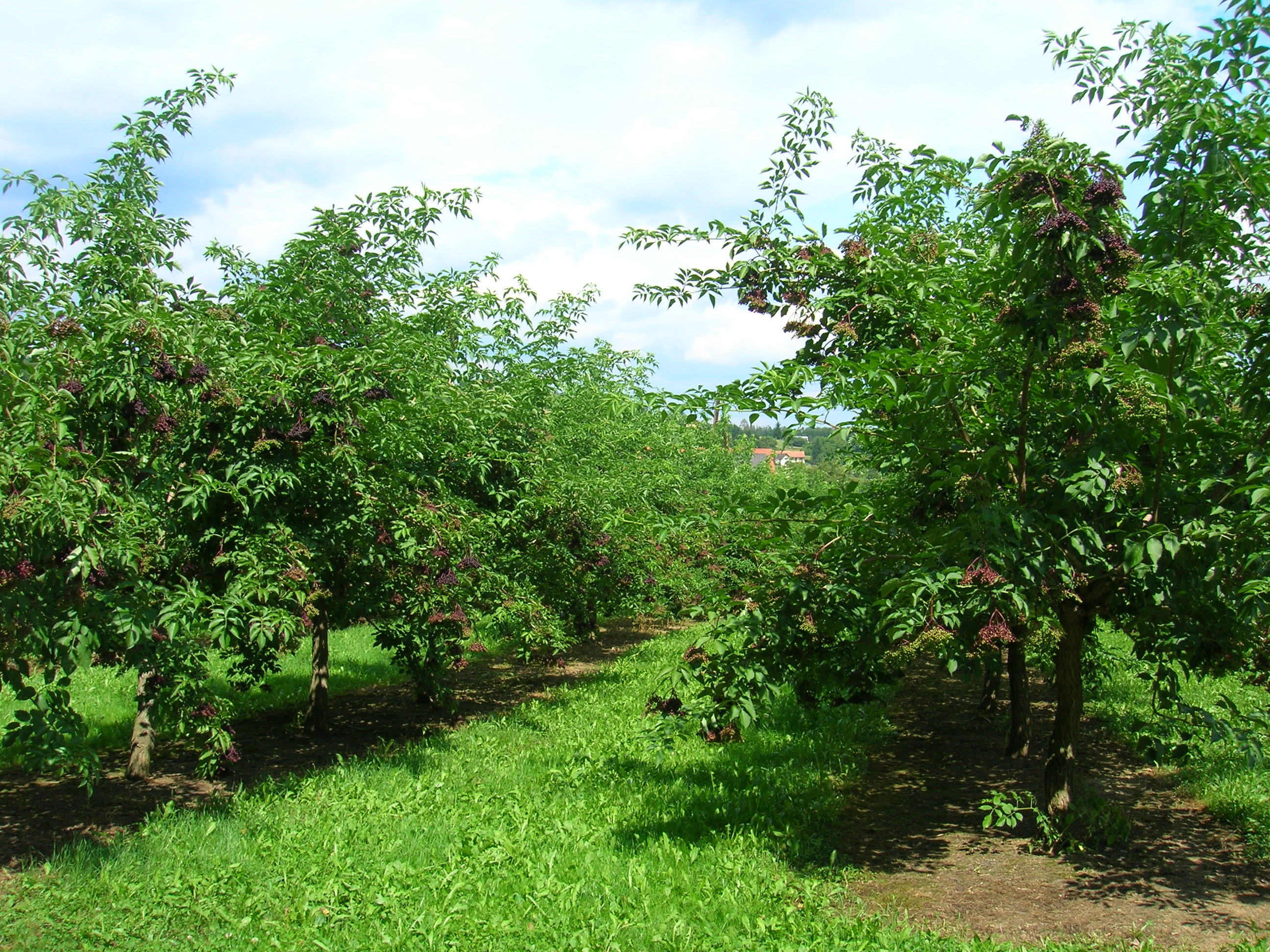
Cơm cháy trồng tại Austria.